# Hojo Tokikuni
Hojo Tokikuni (Japans: 北条時国) (1263 - 18 november 1284) van de Hojo-clan was de vierde minamikata rokuhara tandai (hoofd binnenlandse veiligheid te Kioto) van 1277 tot aan zijn dood in 1284. 